# Normandia (Roraima)
Normandia es un municipio del estado brasileño de Roraima.

## Historia
El nombre del municipio es un homenaje a la región de la Normandía (en Francia), tierra del fugitivo Papillon. Este hombre fue condenado a cumplir pena en la prisión de seguridad máxima de la entonces Guayana Francesa, en la Isla del Diablo. No obstante, él consiguió escapar. Y se estableció en Normandia para vivir.
Fue creado por la Ley Federal N.º 7.009, en julio de 1982, con tierras desmembradas del municipio de la Capital del Estado.

## Geografía y transporte
Se conecta a Boa Vista por la BR-401, a una distancia de 185 km.

## Economía
Las principales fuentes de salario son:
- Turismo (Lago del Caracaranã)
- Creación de ganado
- Minería

## Infraestrutura
En salud, existe un hospital público (Ruth Quitéria) con 22 camas y varios puestos en el interior. Cuenta con un sistema de distribución de agua, energía eléctrica (distribuida por la CER, a través de termoeléctricas), agencia de correos, agencia bancaria y red telefónica.
Existen en el municipio 26 escuelas de educación fundamental y 2 de enseñanza media.